# Feministische Wissenschaftstheorie
Die feministische Wissenschaftstheorie fasst feministisch inspirierte Forschungsansätze auf dem Gebiet der Wissenschaftsforschung und -theorie zusammen und kritisiert den aus ihrer Sicht noch heute allgegenwärtigen Androzentrismus in der Wissenschaft. Viele ihrer Konzepte zielen darauf ab, auf Basis der feministischen Erkenntnistheorie ein erneuertes Verständnis von Wissenschaft zu schaffen. Darüber hinaus fragt sie auch, wie Geschlechterverhältnisse und Geschlechtsbilder in der Wissenschaft zustande kommen. Sie gilt als Teilgebiet der feministischen Philosophie, ist aber bisher nur an US-amerikanischen Universitäten etabliert. Die feministische Wissenschaftstheorie weist Überschneidungen mit der feministischen Wissenschaftssoziologie und Wissenschaftsgeschichte auf. Ihre Anfänge liegen in einer marxistisch-feministisch orientierten Kritik von Herrschaft, die in Wissenschaft und Technik ein Instrument männlicher Hegemonie ausmachte. Ihre Vertreterinnen stammten zumeist aus der naturwissenschaftlichen Forschung und versuchten vor dem Hintergrund der Zweiten Welle des Feminismus, ihre Disziplinen einer Ideologiekritik zu unterziehen. Gegen Ende der 1980er Jahre entstanden neue Ansätze, die auch die einheitliche Kategorie des Weiblichen hinterfragten und ein optimistischeres Bild von Wissenschaft und Technik zeichneten. In diesem Zug kam es auch zu einem verstärkten Austausch mit anderen Ansätzen der Science and Technology Studies (STS), die etwa im gleichen Zeitraum in Großbritannien und Frankreich entstanden waren.
Der feministischen Wissenschaftstheorie wird im Rahmen der allgemeinen feministischen Theoriebildung eine große Bedeutung zugesprochen, da etwa eine kritische Untersuchung von humanwissenschaftlichen Kategorien zentral für ein Verständnis der Geschlechtervorstellungen sei. Feministische Ansätze werden zudem in der allgemeinen Wissenschaftstheorie diskutiert, da sie allgemeine wissenschaftstheoretische Fragen thematisieren. So wird auch die allgemeine Frage nach der Wertneutralität der Wissenschaften oder nach der Notwendigkeit einer Wissenschaftskritik unter Bezugnahme auf feministische Theoretiker geführt.

## Ansätze der feministischen Wissenschaftstheorie

### Kritik der Werturteilsfreiheit
Bei allen Ansätzen der feministischen Wissenschaftstheorie findet sich eine Kritik des Anspruchs auf Werturteilsfreiheit. Vertreter dieses Anspruchs konstatieren, dass die Wissenschaften Werturteile zum Gegenstand haben und Menschen für ihre Zwecke die nötigen Mittel aufzeigen können, nie aber selbst den Menschen vorschreiben könne, was das richtige Handeln wäre. Eine wissenschaftliche Erkenntnis muss für jeden Menschen in gleicher Weise einsehbar sein, was bei Werturteilen nicht gegeben ist. Im Rahmen dieses Anspruches kann einer spezifisch feministischen Wissenschaftsbetrachtung kein Raum gegeben werden, da der Feminismus explizit politische Ziele hat und somit nicht als werturteilsfrei gelten kann. Feministen begegnen einer derartigen Kritik, indem sie den Anspruch zurückweisen, dass die Wissenschaften werturteilsfrei seien. Man kann zwischen zwei Formen der Kritik des Anspruchs auf Werturteilsfreiheit unterscheiden. Zum einen wird darauf hingewiesen, dass die Wissenschaften in ihren praktischen Konsequenzen faktisch nicht werturteilsfrei seien, zum anderen wird argumentiert, dass der Anspruch werturteilsfrei zu arbeiten prinzipiell uneinlösbar sei.

### Praktische Kritik
Die praktische Kritik bezieht sich darauf, dass der Anspruch auf Wertneutralität in den Wissenschaften nicht eingelöst werde. Es wird darauf verwiesen, dass auch die heutige wissenschaftliche Forschung in einem gesellschaftlichen und historischen Zusammenhang steht und daher immer durch die Interessen und Vorurteile des Umfeldes beeinflusst wird. Neben einzelnen Beispielen wird dabei oft auf die Geschichte der Wissenschaften verwiesen. Aus heutiger Perspektive ist erkennbar, dass vergangene wissenschaftliche Theorien die Vorurteile und Werturteile ihrer Epochen übernommen haben. Da auch in heutigen Gesellschaften Vorurteile gegenüber Frauen und Männern herrschen, sei anzunehmen, dass sich diese Vorurteile auch in den empirischen Wissenschaften wiederfänden. Aus dieser Kritik wird gefolgert, dass man den realen Wissenschaftsbetrieb kritisch begleiten muss, um wissenschaftlich nicht belegte Vorurteile und Werturteile aufzudecken und zu kritisieren.
Zum feministischen Programm einer praktischen Kritik der Wertneutralität gehört auch der Verweis auf pseudowissenschaftliche Argumentationen in der Öffentlichkeit. Eine derartige Pseudowissenschaft wird nach Meinung vieler Wissenschaftstheoretiker betrieben, wenn geschlechtsspezifisches Verhalten in Bestsellern oder Fernsehdokumentationen durch simple evolutionstheoretische Überlegungen erklärt werden soll. Das Gleiche gelte auch für viele populärwissenschaftliche Publikationen von Fachwissenschaftlern.
Oft wird die feministische Wissenschaftskritik an vereinfachenden evolutionären Erklärungen auch auf das Projekt der evolutionären Psychologie oder Soziobiologie übertragen.
Die intersubjektive Wissenschaftstheorie erklärt dagegen, dass keine feministische Wissenschaftstheorie nötig sei, um eine Aussage über Geschlechter als wahr oder falsch auszuweisen.

### Prinzipielle Kritik
Im Rahmen der prinzipiellen Kritik wird hingegen versucht, zu zeigen, dass es der Wissenschaft grundsätzlich nicht möglich sei, rein wertneutral zu agieren. So wird darauf verwiesen, dass in der Forschung zwangsläufig bestimmte Phänomene und Gegenstände als interessant und relevant bewertet werden müssten, während andere Fakten ausgeschlossen würden. Zudem wird argumentiert, dass für wissenschaftliche Allgemeinbegriffe Kriterien gebraucht würden, die keinesfalls zwangsläufig und von der Natur vorgegeben seien. Wenn etwa klassifizierende Begriffe wie Intelligenz, Geschlecht, Ethnie oder Krankheit verwendet würden, so seien die Kriterien nicht zwingend und von Menschen nach gewissen Werten geschaffen. So könne etwa der Intelligenzbegriff in ganz verschiedenen Weisen verwendet werden, ein bestimmter Intelligenzbegriff entspringe immer den Vorstellungen und Interessen der Forscher.
Die Kritik des Anspruchs auf Wertneutralität ist für die feministische Wissenschaftstheorie daher zentral, da sie das Aufspüren und die Kritik von Werten in der naturwissenschaftlichen Forschung über Geschlechter ermöglicht. Auch wenn es sehr verschiedene philosophische Traditionen gibt, die die Wertdurchzogenheit von Faktenurteilen betonen, wird diese Idee in der feministischen Theorie meist unter Bezug auf die Standpunkt-Theorie diskutiert.

## Die biologischen Geschlechterbegriffe
Ein Schwerpunkt der feministischen Wissenschaftstheorie liegt in der Untersuchung der biologischen Geschlechterbegriffe. Auch hier ist das Ziel, zu zeigen, dass die aktuellen Geschlechterklassifikationen kontingente Produkte wissenschaftlicher Forschung sind und keinesfalls von der Natur vorgeschrieben.
Argumentiert wird hier zum einen mit der Vielzahl der möglichen Kriterien für biologische Geschlechtszugehörigkeit. Während das genetische Geschlecht durch die chromosomale Ausstattung des Individuums definiert wird, geben nach dem hormonellen Geschlecht die hormonproduzierenden Keimdrüsen den Ausschlag. Nach dem genitalen Geschlecht werden hingegen die äußeren Geschlechtsmerkmale als definierendes Kriterium angesetzt. Nun wird angemerkt, dass Menschen zu unterschiedlichen Geschlechtern gehören können, je nachdem, welche Kriterien angewandt werden. Die Frage, welches Geschlecht eine Person wirklich habe, sei unter Umständen also sinnlos, da sich diese Frage nicht an der Welt entscheide, sondern an dem Begriffsystem, für das man sich entscheide.
Das Faktum der verschiedenen biologischen Geschlechtsbegriffe weist nach Meinung vieler Theorien zudem darauf hin, dass sich hinter dem scheinbar einheitlichen Geschlechtsprinzip der Natur sehr verschiedene Phänomene verbergen. So ist das genetische Geschlecht etwa gar nicht auf die Gesamtheit der Lebewesen anwendbar.

### Bedeutung der Intersexualität
Als Intersexualität bezeichnet man das Phänomen, dass manche Menschen uneindeutige Geschlechtsmerkmale haben. Diese Uneindeutigkeit kann bei allen der oben genannten Geschlechtskriterien auftreten. Es gibt also Menschen mit uneindeutigen Chromosomen, Geschlechtsmerkmalen und uneindeutiger Hormonproduktion. Nach Meinung vieler feministischer Theoretiker zeigt das Phänomen der Intersexualität, dass die menschengemachten Geschlechterkategorien oft an der Vielfältigkeit und Komplexität der biologischen Realität scheitern. Zwar erzeugten die Kategorien bei den meisten Menschen eindeutige Klassifikationen, erwiesen sich jedoch zugleich bei anderen Menschen als ungenügend.
Die Konsequenzen, die in der feministischen Wissenschaftstheorie aus Uneindeutigkeit und Variabilität der Geschlechterbegriffe gezogen werden, sind durchaus unterschiedlich. In vielen Theorien wird keine grundsätzliche Revision der biologischen Geschlechterbegriffe gefordert. Vielmehr wird erklärt, dass die beschriebenen Phänomene zu einem besseren Verständnis etwa von Intersexualität beitragen können. Oft wird bei Intersexuellen davon ausgegangen, dass sie ein wirkliches Geschlecht haben müssten. Diese Annahme wird von wissenschaftstheoretischer Seite mit dem Argument zurückgewiesen, dass es keinen Grund für die Annahme gebe, dass die von Menschen erfundenen Allgemeinbegriffe / Kriterien auch immer ein eindeutiges Ergebnis erzeugen. Dies lässt sich auch an der Funktionsweise anderer Allgemeinbegriffe wie „Tisch“ und „Schrank“ erläutern. In der Regel kann man sehr gut bestimmen, ob es sich bei einem Objekt um einen Tisch oder einen Schrank handelt. Wird nun jedoch ein Objekt erzeugt, das Tisch und Schrank ist, ist es nicht sinnvoll, zu behaupten, dass dieses Objekt entweder Tisch oder Schrank sein müsse. Entsprechend sei es bei einem Menschen mit uneindeutigen Geschlechtsmerkmalen nicht sinnvoll, zu behaupten, dass er in Wirklichkeit entweder Frau oder Mann sein müsse.
Während sich also viele Theorien auf die Betonung dieser Uneindeutigkeiten beschränken, versuchen andere Ansätze, die Geschlechterbegriffe grundsätzlich zu verändern oder gar abzuschaffen. Solche Theorien entstehen meistens im Umfeld der philosophischen Postmoderne. Sie erklären, dass die Geschlechterbegriffe so viel Schaden angerichtet hätten, dass es am besten sei, sie aufzugeben.

## Postmoderne Ansätze
Viele Ansätze der feministischen Wissenschaftstheorie, wie auch allgemein der feministischen Philosophie, sind stark durch die philosophische Postmoderne beeinflusst. Diese lässt sich als die radikalste Interpretation der linguistischen Wende verstehen. Die zentrale These der linguistischen Wende lautet in Anlehnung an Ludwig Wittgenstein, dass der Zugang zur Wirklichkeit dem Menschen immer nur durch die Sprache vermittelt möglich sei. Da mit einem sprachlichen System auch immer eine bestimmte Perspektive einhergeht, wird im Rahmen der linguistischen Wende oft davon ausgegangen, dass ein rein objektiver Zugang zur Welt, der jede subjektive Perspektive ausschließt, nicht möglich sei. Man könne letztlich nicht aus der eigenen, menschlichen und sprachlich vermittelten Perspektive heraustreten. Von postmoderner Seite wird diese Annahme nun dahingehend radikalisiert, dass behauptet wird, die Idee einer spezifizierten Realität jenseits jeder menschlich-subjektiven Perspektive sei sinnlos.
Die postmoderne feministische Wissenschaftstheorie zieht daraus nun die Konsequenz, dass auch die Annahme von Geschlechtern jenseits begrifflicher Ordnungen sinnlos sei. Man könne sich daher nicht auf eine vorsprachliche Geschlechterordnung berufen, vielmehr würden die Geschlechter in den sprachlichen Praktiken konstruiert. Dies eröffne aber auch die Möglichkeit einer Dekonstruktion der alten Geschlechterordnung. Es wird dabei die Konstruktion einer alternativen oder die Abschaffung jeder Geschlechterordnung angestrebt. Derartige Ansätze sind nicht auf die Wissenschaftstheorie beschränkt, sondern reichen besonders im Rahmen der Queer-Theorie sehr weit in die feministische Theorie und Praxis.